# Fosso della Patatona
La Marana delle Pietrare (anche denominata Marana di Patatona, anticamente conosciuta come Marana di San Bonaventura, in dialetto marinese semplicemente chiamata  'a Marana) è un corso d'acqua a carattere prettamente torrentizio che scorre tra l'area dei Colli Albani e la Valle del Tevere tra i comuni di Rocca di Papa, Marino, Ciampino, Grottaferrata e Roma, è un affluente di sinistra del Tevere.

## Descrizione del percorso
La marana è originata dalle falde acquifere di Monte Cavo (949 m s.l.m.), in territorio di Rocca di Papa, e da lì scorre verso Marino, dove attraversa il Bosco Ferentano e scende nella vallata del Barco Colonna tramite una piccola cascatella nota agli antichi come Caput Aquae Ferentinum. La marana attraversa quindi l'area delle pietrare delle Cave di Peperino di Marino da cui prende il nome, e scorre ai piedi del Santuario dell'Acquasanta di Marino. Quindi scorre parallelamente alla Strada statale 217 Via dei Laghi e alla ferrovia Roma-Albano in comune di Ciampino, fino alla località Pantanelle in cui prende convenzionalmente denominazione di marana o fosso della Patatona. Callisto II nel 1122 fece canalizzare le acque sorgive della zona nel canale dell'Acqua Sotterra che dalle Pantanelle di Marino arriva al Tevere, alimentando la Cloaca Maxima.
In prossimità delle Pantanelle sorse il borgo medioevale di Maranum, citato in alcune bolle papali del XIII secolo e poi scomparso, di cui resta una torre che sovrasta la Stazione ferroviaria di Pantanelle sulla linea ferroviaria Roma-Albano Laziale. 
Il corso d'acqua qui piega verso nord e conflusce nella marana dell'Acqua Mariana, che lì prende denominazione di marana di Morena, in territorio di Roma nella località Morena. Le acque di questi corsi d'acqua riuniti furono captate da papa Pasquale II per essere utilizzate come fogne di Roma, e sfociano dunque nel fiume Tevere all'altezza del Foro Boario.

## Caratteristiche naturali
Ogni parte del corso d'acqua presenta delle proprie caratteristiche specifiche: uno studio dell'Istituto Superiore di Sanità e del Parco Regionale dei Castelli Romani analizzò attentamente vari punti del corso d'acqua traendone interessanti conclusioni.
Via Vecchia di Velletri ( Rocca di Papa)
La vegetazione perifluviale è assente sulla sponda destra, a causa delle presenza del Cementificio di Rocca di Papa, mentre sulla sponda sinistra si trovano saliceti arbustivi ripari, canneti e ortiche. Normalmente, la superficie dell'alveo bagnato copre l'80% di quella dell'alveo in piena, e l'acqua raggiunge mediamente i 10 centimetri di altezza. Il fondo fluviale è composto prevalentemente da ciottoli, tuttavia sono presenti anche altre granulometrie, specialmente il periphyton.
Barco Colonna ( Marino)
La vegetazione perifluviale, inserita in una delle aree boschive più pregevoli dei Colli Albani, quella del Bosco Ferentano, è composta di carpini, edere, felci, eriche, carici, ranuncoli e trifogli. L'alveo bagnato non supera normalmente un terzo della superficie dell'alveo in piena, con un'altezza media dell'acqua che si aggira tra i 5 ed i 10 centimetri. Il fondo fluviale è composta da ciottoli, massi e limo, con tracce di anaerobiosi.
Via dei Laghi ( Ciampino)
La vegetazione perifluviale è inserita in un contesto agricolo ed è composta da canneti, rovi, corniolo, ortiche, viburno e alloro. L'alveo bagnato occupa tra il 70 e l'80% della superficie dell'alveo in piena, con un'altezza dell'acqua che oscilla tra il 15 centimetri in periodi di siccità e i 40 centimetri in periodi piovosi. Il fondo dell'alveo è composta da limo, roccia, massi e ciottoli accompagnati da organismi incrostanti.
Colle Oliva ( Grottaferrata)
La vegetazione perifluviale è di tipo arbustivo ripario, con la presenza di rovi, ortiche, veronica, farfaraccio e selaginella. L'alveo bagnato normalmente ricopre l'80% dell'alveo in piena, con un'altezza minima dell'acqua di 15 centimetri e un'altezza massima oscillante tra i 40 ed i 50 centimetri. Il fondale dell'alveo del corso d'acqua è composto da ghiaie, massi e ciottoli rivestiti anche da alghe.